# Mine de charbon Komsomolets du Donbass
La mine de charbon Komsomolets du Donbass (en ukrainien : Шахта «Комсомолець Донбасу») est une mine de charbon située en Ukraine, dans l'oblast de Donetsk. C'est la plus productive du pays avec 1,37 millions de tonnes de charbon produites par an. 
Ouverte en 1980, le nom de la mine alors située en URSS, fait référence aux jeunesses communistes du parti (Komsomol).

## Géologie
La mine est située dans le bassin houiller du Donbass, le plus grand d'ex-URSS. Le gisement est formé par le synclinal de Tchistyakovo-Snejnoïe qui occupe le centre du bassin. Plus de 15 veines de charbon ont déjà étaient exploitées, représentant une épaisseur cumulée de 7 m. La veine actuelle, d'environ 1 m d'épaisseur, est exploitée en longue taille. Le toit du gisement est principalement constitué de schistes et de grès. En surface, le paysage est une pénéplaine occupée par des terres arables.

## Production
Avec des réserves estimées de 135,7 millions de tonnes de charbon, sa production annuelle est de 1,37 millions de tonnes (1999). C'est la plus productive d'Ukraine. De plus, la mine émet environ 100 millions de m3 de méthane par an.
Cette mine appartient à l'entreprise DTEK, ce fut la première mine privatisée dans le pays, en 2000. En 2001, elle emploie 5 000 personnes.
En octobre 2014, les installations de la mine sont soumises à des bombardements d'artillerie, ce qui ralentit l'activité et menace l'approvisionnement en charbon des centrales thermiques de Kryvyi Rih et de Pridneprovska. La mine se retrouve ensuite sur le territoire de la république populaire de Donetsk. Sous administration de la RPD, pendant deux années consécutives, l'administration minière interrompt ses opérations pour des raisons techniques pendant plusieurs jours. En 2017, face aux difficultés économiques, les mineurs ne travaillent que la moitié du mois, étant au chômage technique l'autre moitié.